# Junkers K 37
El Junkers S 36 era un avión correo bimotor desarrollado en Alemania a finales de la década de 1920, que fue desarrollado en Suecia como un avión militar multipropósito, aunque sin éxito, bajo la denominación de "K 37". El diseño en sí mismo era un monoplano con las alas en cantilever de diseño en gran parte convencional, con colas gemelas fijas y tren de aterrizaje convencional. La construcción era totalmente metálica y revestida, en la forma típica de Junkers, con duraluminio corrugado. Los motores estaban montados en góndolas en las alas, y la tripulación estaba alojada en tres cabinas de pilotaje abiertas, incluyendo una en el mismo morro de la aeronave.

## Diseño y desarrollo
Este diseño se prestaba fácilmente a aplicaciones militares: las colas gemelas permitían un buen campo de fuego para un artillero de cola, y la cabina abierta en la nariz ofrecía una posición ideal para que un tripulante actuara como observador, bombardero y/o artillero de morro. El "S 36" prototipo fue volado en Suecia, donde fue militarizado por la filial de Junkers AB Flygindustri en Limhamn. Propuesto como un avión de combate o reconocimiento-bombardero, el K 37 podría operar a altitudes inalcanzables para otros cazas del día, haciéndolo efectivamente inmune a la interceptación. El tipo fue demostrado en forma civil en la Aerial Garden Party en Aeródromo de Heston en julio de 1929, y en forma militar como modelo en la Olympia Aero Show, con un observador ficticio con ametralladora giratoria para demostrar el campo de fuego.

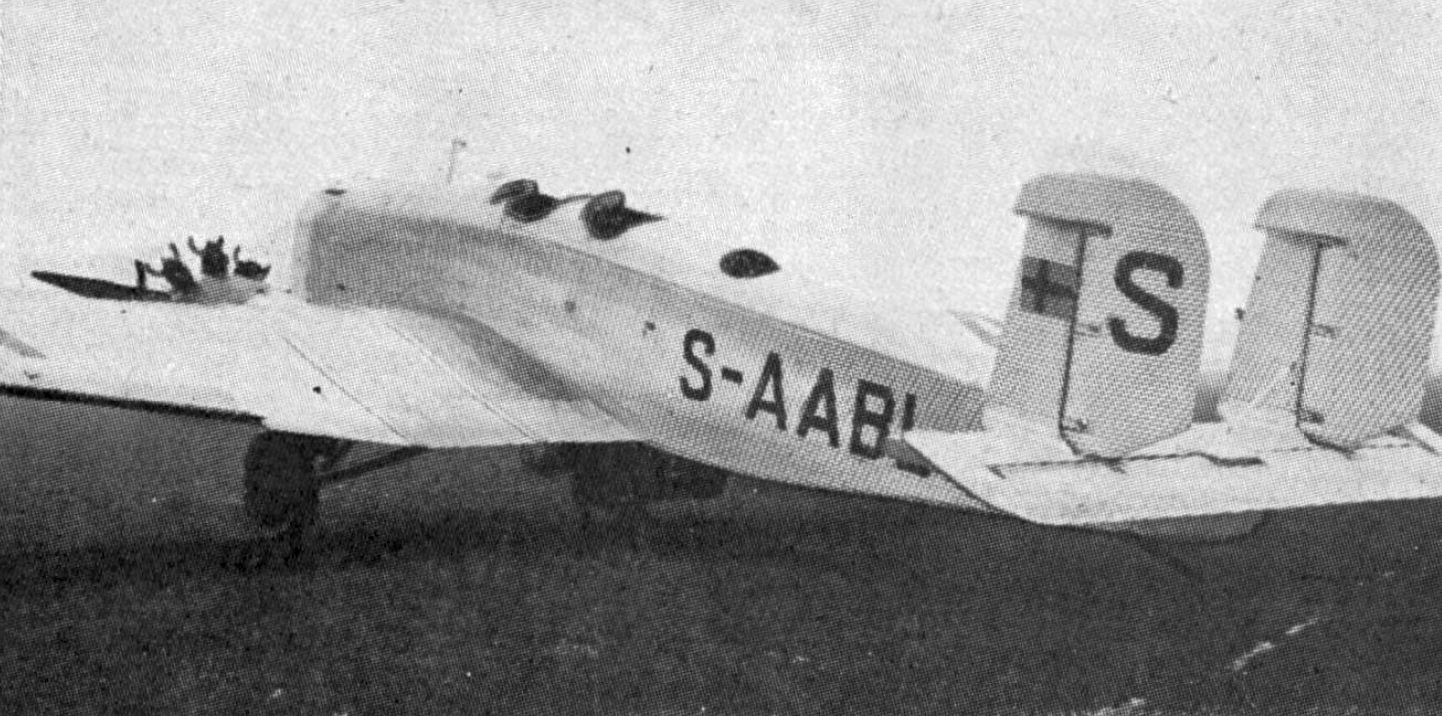
Junkers S 36, foto de L'Aéronautique diciembre, 1927

No hubo ventas y el desarrollo de nuevos y más capaces aviones de combate negó las ventajas que ofrecía este tipo de aviones. Sin embargo, la  Fuerza Aérea japonesa estaba suficientemente interesada en el tipo para que Mitsubishi comprara los derechos de fabricación en 1931, y AB Flygindustri también proporcionó uno o dos aviones de uno o dos modelos. Un K 37 fue operado con éxito durante la Invasión de Manchuria y llevó al Ejército a ordenar  bombarderos pesados y  ligeros de Mitsubishi basándose en el diseño. Estos fueron desarrollados como los Ki-1 y Ki-2 respectivamente, los primeros compartiendo poco con el diseño de Junkers aparte de su configuración general, pero los segundos con alas esencialmente iguales a las de la K 37 equipadas con alerones adicionales.

## Especificaciones (K 37)

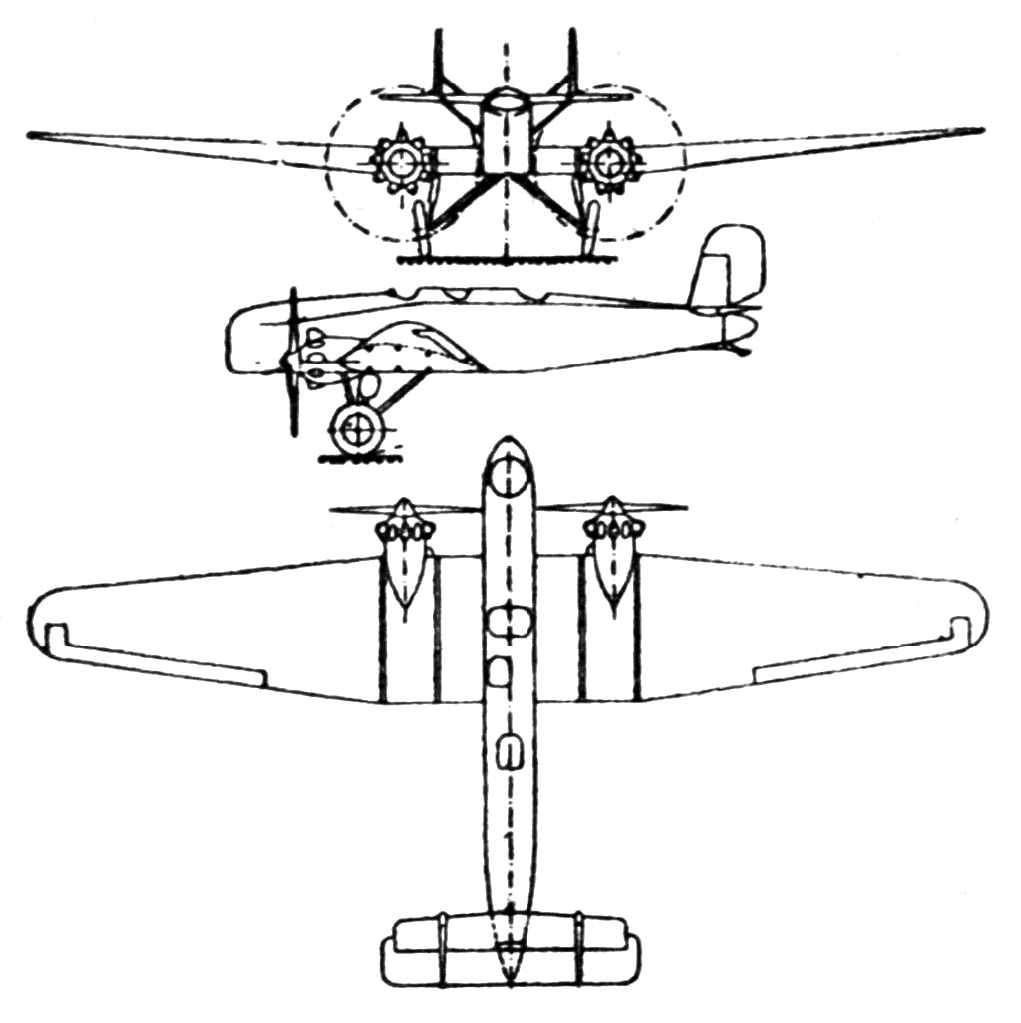
Junkers S 36 Dibujo en 3 vistas de Le Document aéronautique agosto de 1928

### Características generales
- Tripulación: tres
- Longitud: 37 pies 5 pulgadas (11.40 m)
- Envergadura: 65 pies 9 pulg. (20.05 m)
- Altura: 15 pies 1 pulgada (4,60 m)
- Superficie alar: 83 pies² (54.2 m² )
- Peso vacío: 5720 lb (2600 kg)
- Peso cargado: 9900 lb (4500 kg)
- Planta motriz: 2× Siemens, construida en Bristol Jupiter VI.
  - Potencia: 590 hp (440 kW) cada uno cada uno.

### Rendimiento
- Velocidad nunca excedida (Vne):  140 mph (224 km/h)
- Alcance: 530 millas (850 km)
- Techo de vuelo: 23 000 pies (7000 m)

### Armamento
- Ametralladoras: 3× 7.7 mm (.303 in)
- Bombas: 500 kg (1102 lb) de bombas